# V1
V1, "Takeoff Decision Speed" för flermotoriga medeltunga och tunga flygplan definieras som den hastighet vid vilken ett flygplan vid eventuellt motorbortfall fortfarande skall kunna accelerera till Vr Rotation Speed, och därefter kunna stiga med V2 Takeoff Safety Speed till minst 400 fot över marken.
Vid motorbortfall innan V1 måste starten avbrytas och kvarvarande startbana enligt beräkningarna räcka för att bromsa flygplanet. Hastigheten beräknas efter aktuell startvikt, längd på tillgänglig starbana och ytterluftstemperatur vid varje separat start.
V1 är ytterst sällan relevant för mindre tvåmotoriga flygplan då starten med dessa alltid bör avbrytas om motorbortfall inträffar innan flygplanet lättat.